# کازوهیرو نینومیا (بازیکن فوتبال)
کازوهیرو نینومیا (ژاپنی: 二宮 一拓؛ زادهٔ ۲۳ نوامبر ۱۹۸۲) یک بازیکن فوتبال اهل ژاپن است.
از باشگاه‌هایی که در آن بازی کرده‌است می‌توان به باشگاه فوتبال آویسپا فوکوئوکا اشاره کرد.